# 山形県道299号樽石河北線
山形県道299号樽石河北線（やまがたけんどう299ごう たるいしかほくせん）は、山形県村山市から西村山郡河北町に至る県道である。

## 起点・終点
- 起点：村山市大字樽石 山形県道300号樽石碁点線交点
- 終点：西村山郡河北町 山形県道25号寒河江村山線交点

## 通過する自治体
- 山形県
  - 村山市
  - 西村山郡河北町

## 交差・接続している道路
- 山形県道300号樽石碁点線
- 山形県道285号湯野沢寒河江線
- 国道347号
- 山形県道25号寒河江村山線（西村山郡河北町）